# Vallières-les-Grandes
Vallières-les-Grandes és un municipi francès, situat al departament del Loir i Cher i a la regió de Centre – Vall del Loira. L'any 2007 tenia 794 habitants.

## Demografia

### Població
El 2007 la població de fet de Vallières-les-Grandes era de 794 persones. Hi havia 301 famílies, de les quals 68 eren unipersonals (34 homes vivint sols i 34 dones vivint soles), 136 parelles sense fills, 93 parelles amb fills i 4 famílies monoparentals amb fills.
La població ha evolucionat segons el següent gràfic:
Habitants censats

### Habitatges
El 2007 hi havia 407 habitatges, 312 eren l'habitatge principal de la família, 60 eren segones residències i 36 estaven desocupats. 391 eren cases i 13 eren apartaments. Dels 312 habitatges principals, 257 estaven ocupats pels seus propietaris, 45 estaven llogats i ocupats pels llogaters i 10 estaven cedits a títol gratuït; 4 tenien una cambra, 18 en tenien dues, 64 en tenien tres, 104 en tenien quatre i 122 en tenien cinc o més. 248 habitatges disposaven pel capbaix d'una plaça de pàrquing. A 147 habitatges hi havia un automòbil i a 140 n'hi havia dos o més.

### Piràmide de població
La piràmide de població per edats i sexe el 2009 era:
| Homes | Edats   | Dones |
| ----- | ------- | ----- |
| 4     | 95 o +  | 0     |
| 8     | 90 a 94 | 20    |
| 4     | 85 a 89 | 20    |
| 12    | 80 a 84 | 20    |
| 28    | 75 a 79 | 20    |
| 20    | 70 a 74 | 24    |
| 24    | 65 a 69 | 16    |
| 16    | 60 a 64 | 12    |
| 4     | 55 a 59 | 8     |
| 16    | 50 a 54 | 20    |
| 0     | 45 a 49 | 4     |
| 20    | 40 a 44 | 16    |
| 36    | 35 a 39 | 20    |
| 24    | 30 a 34 | 16    |
| 24    | 25 a 29 | 20    |
| 8     | 20 a 24 | 8     |
| 16    | 15 a 19 | 8     |
| 24    | 10 a 14 | 8     |
| 20    | 5 a 9   | 32    |
| 16    | 0 a 4   | 12    |

## Economia
El 2007 la població en edat de treballar era de 431 persones, 340 eren actives i 91 eren inactives. De les 340 persones actives 308 estaven ocupades (170 homes i 138 dones) i 33 estaven aturades (10 homes i 23 dones). De les 91 persones inactives 42 estaven jubilades, 24 estaven estudiant i 25 estaven classificades com a «altres inactius».

### Ingressos
El 2009 a Vallières-les-Grandes hi havia 308 unitats fiscals que integraven 770,5 persones, la mediana anual d'ingressos fiscals per persona era de 17.826 €.

### Activitats econòmiques
Dels 30 establiments que hi havia el 2007, 4 eren d'empreses alimentàries, 8 d'empreses de construcció, 4 d'empreses de comerç i reparació d'automòbils, 2 d'empreses de transport, 4 d'empreses d'hostatgeria i restauració, 1 d'una empresa de serveis, 3 d'entitats de l'administració pública i 4 d'empreses classificades com a «altres activitats de serveis».
Dels 12 establiments de servei als particulars que hi havia el 2009, 2 eren tallers de reparació d'automòbils i de material agrícola, 1 establiment de lloguer de cotxes, 1 guixaire pintor, 3 fusteries, 1 lampisteria, 1 electricista, 1 perruqueria i 2 restaurants.
Dels 5 establiments comercials que hi havia el 2009, 1 era una botiga de més de 120 m², 3 fleques i 1 una fleca.
L'any 2000 a Vallières-les-Grandes hi havia 21 explotacions agrícoles.

## Equipaments sanitaris i escolars
El 2009 hi havia una escola elemental integrada dins d'un grup escolar amb les comunes properes formant una escola dispersa.

## Poblacions més properes
El següent diagrama mostra les poblacions més properes.